# Gary Anthony Williams
Gary Anthony Williams, född 14 mars 1966 i Atlanta, är en amerikansk skådespelare.
Williams har bland annat medverkat i TV-serien WondLa. Han har även medverkat i filmerna Svanen och trumpeten och Undercover Brother.

## Filmografi (i urval)
- 2001 – Svanen och trumpeten
- 2002 – Undercover Brother
- 2024 – WondLa (TV-serie)
- 2025 – Eyes of Wakanda (TV-serie)